# Folgen der globalen Erwärmung in Deutschland

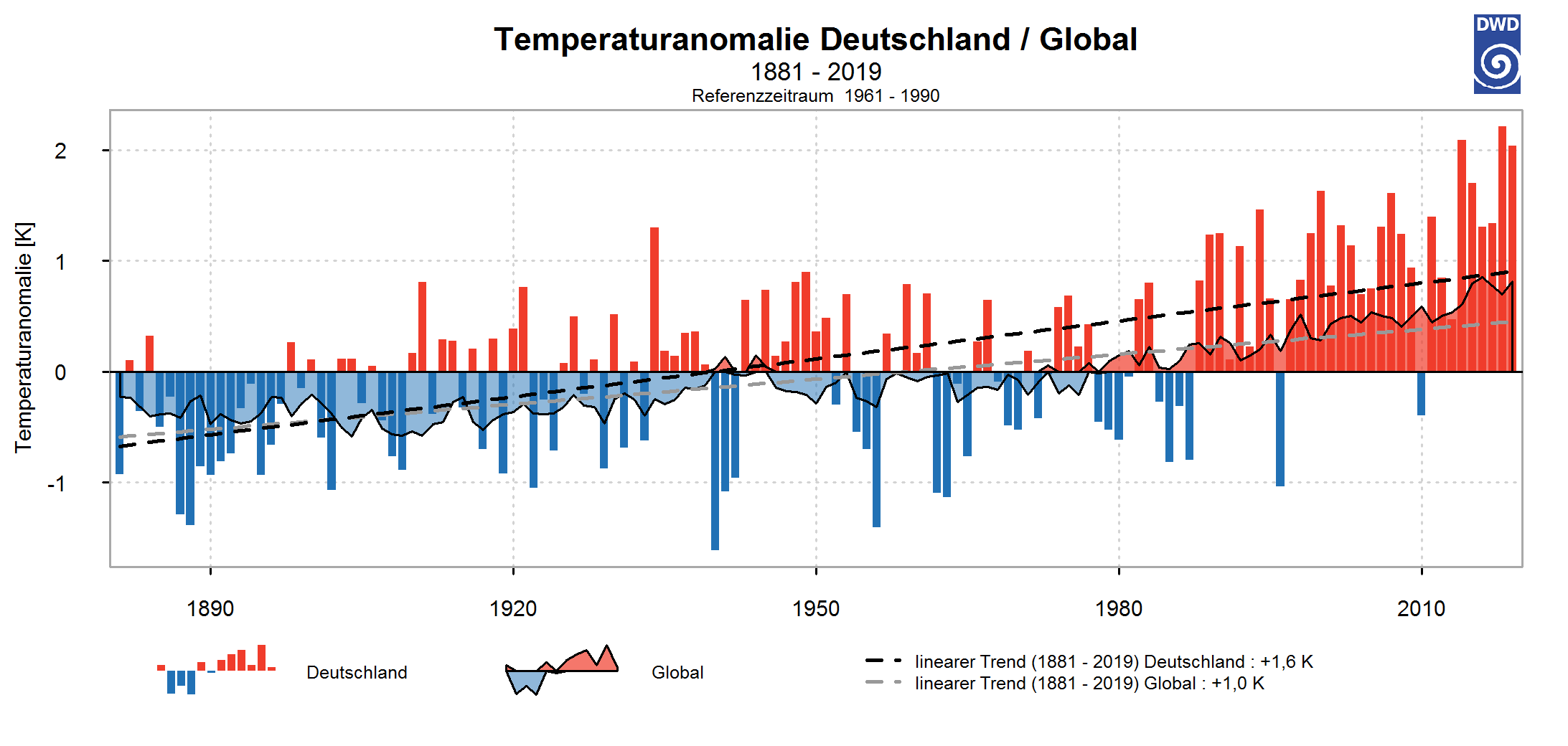
Vergleich der Temperaturentwicklung in Deutschland (DWD) und weltweit (NOAA) im Zeitraum 1881 bis 2019

Die Folgen der globalen Erwärmung in Deutschland zählen zu den regionalen und lokalen Auswirkungen der Erderwärmung auf die Gesellschaft, die Gesundheit, die Natur und in technischen Belangen.
Auswertungen der Wetterbeobachtungen zeigen, dass die mittlere Temperatur in Deutschland im Zeitraum 1881 bis 2024 um ca. 2,5 °C gestiegen ist (lokale lineare Regression), während der weltweite Temperaturanstieg (über See- und Landflächen) im gleichen Zeitraum 1,3 °C betrug. Der Temperaturanstieg in Deutschland hat sich in den letzten Jahrzehnten beschleunigt.
Im Jahr 2020 veröffentlichte Projektionen für das Klima in Deutschland ließen bis zur Mitte des 21. Jahrhunderts einen Anstieg um bis zu 2,3 °C im langjährigen Mittel erwarten, der sich ohne Klimaschutz bis 2100 weiter auf 3,1–4,7 °C erhöhen könnte (bis 6 °C in Sommermonaten). Bis 2050 könnte der volkswirtschaftliche Schaden 900 Milliarden Euro betragen, zuzüglich Folgekosten durch gesundheitliche Schäden, vorzeitige Todesfälle und sozioökologische Kettenreaktionen.
Der DWD konstatierte in seinem Jahresbericht 2024 Hitzewellen, mehr Hochwasser und Dürren in Deutschland. Er fordert deutlich mehr Tempo beim Kampf gegen die Erderwärmung.

## Klima in Deutschland
Deutschland gehört zur gemäßigten Klimazone Mitteleuropas und liegt im Übergangsbereich zwischen dem maritimen Klima in Westeuropa und dem kontinentalen Klima in Mittel- und Osteuropa.

## Klimaänderungen bundesweit

### Beobachtete Klimaänderungen
| Jahr | Abweichung zu 1961–1990 |
| ---- | ----------------------- |
| 2024 | + 2,7 °C                |
| 2023 | + 2,4 °C                |
| 2022 | + 2,3 °C                |
| 2018 | + 2,3 °C                |
| 2020 | + 2,2 °C                |
| 2014 | + 2,1 °C                |
| 2019 | + 2,1 °C                |
| 2000 | + 1,7 °C                |
| 2007 | + 1,7 °C                |
| 2015 | + 1,7 °C                |

Die Zeitreihe zeigt die gegen Ende des 20. Jahrhunderts deutlich ansteigenden Lufttemperaturen.

Legt man einen linearen Trend zugrunde, ist die mittlere Lufttemperatur in Deutschland laut dem Deutschen Wetterdienst (DWD) von 1881 bis 2023 um 1,8 °C angestiegen.
Der Temperaturanstieg hat sich seit Beginn der 1970er Jahre beschleunigt: Der DWD gibt den unter Verwendung des LOESS-Filters ermittelten Temperaturanstieg mit 2,5 °C an; dieser bilde die Entwicklung der letzten 50 Jahre besser ab. Im Zeitraum 1988–2024 lagen in Deutschland in allen Jahren außer 1996 und 2010 die Durchschnittstemperaturen über dem langjährigen Mittelwert (1961–1990) von 8,2 °C.
Seit 1961 war jedes Jahrzehnt wärmer als das vorangegangene. Das Jahrzehnt 2011–2020 war 2,0 °C wärmer als der Zeitraum 1881–1910.
Die Temperaturen in Deutschland steigen deutlich stärker als im globalen Durchschnitt: Der Erwärmungsrate 1971–2022 von 0,38 °C pro Jahrzehnt in Deutschland stand eine weltweite von 0,18 °C pro Jahrzehnt (Land- und Meerflächen) bzw. 0,29 °C pro Jahrzehnt (nur Landflächen) gegenüber. Im Zeitraum 1881–2021 betrug der lineare Anstieg in Deutschland 1,7 °C, der globale demgegenüber etwa 1,1 °C.
Für Deutschland fällt bei Betrachtung des Zeitraums 1881 bis 2022 die Erwärmung in den Jahreszeiten nahezu einheitlich aus: Für Frühling und Herbst ergeben die Auswertungen des DWD einen linearen Trend von +1,6 °C, für den Sommer von +1,7 °C, für den Winter sind es 1,9 °C. Auch phänologisch sind Verschiebungen der Jahreszeiten nachweisbar: So verfrüht sich der Frühlingsbeginn, der Vorfrühling – angezeigt durch die Haselblüte – begann 1991–2020 im Mittel 19 Tage früher als 1961–1990.
Zugvögel kommen früher in ihre Brutgebiete zurück. Auch räumlich verlief die Erwärmung bislang weitgehend einheitlich; die westlichen Bundesländer, Bayern und Thüringen lagen etwas über dem Durchschnitt, Brandenburg und Berlin etwas darunter.
Die Anzahl heißer Tage mit einer maximalen Lufttemperatur über 30 °C hatte sich bis Mitte der 2010er-Jahre gegenüber den 1950er-Jahren von etwa drei Tagen auf durchschnittlich zehn Tage im Jahr mehr als verdreifacht. Die Zahl der Eistage mit einer maximalen Lufttemperatur unter dem Gefrierpunkt ging in demselben Zeitraum von 27 auf 18 Tage zurück.
Der jährliche Niederschlag nahm von 1881 bis 2023 um etwa 8 Prozent zu. Bei stark schwankenden Niederschlagsmengen pro Jahr wurden viele Winter nasser und viele Sommer etwas trockener.

### Erwartete Klimaänderungen
Der 2024 veröffentlichte Monitoringbericht zur Deutschen Anpassungsstrategie gibt für die Repräsentativen Konzentrationspfade (RCP) 2.6 und 8.5 Projektionen der kurz- und langfristigen Klimaentwicklung an. RCP 2.6 ist ein Niedrigemissionsszenario mit starkem Klimaschutz, der die globale Erwärmung auf unter 2 °C begrenzt. RCP 8.5 ist ein Hochemissionsszenario, in dem weltweit weiter primär fossile Energieträger für die Energieversorgung genutzt werden. Kurzfristig, für den Zeitraum 2031–2060, wird im Niedrigemissionsszenario mit um 0,8–1,5 °C höheren Temperaturen gegenüber 1971–2000 gerechnet, im Hochemissionsszenario sind es 1,5–2,3 °C  (dies entspricht + 1,6–2,3 °C bzw. + 2,3–3,1 °C gegenüber 1881–1910). Langfristig, für den Zeitraum 2071–2100, sind es im Niedrigemissionsszenario + 0,9–1,6 °C und + 3,0–4,7 °C im Hochemissionsszenario (entsprechend + 1,7–2,4 °C bzw. + 3,8–5,5 °C gegenüber 1881–1910).
Laut Monitoringbericht ist damit zu rechnen, dass die Zahl heißer Tage im Hochemissionsszenario kurzfrist um 5 bis 10, langfristig um 14 bis 27 zunimmt. Es wird auch in mehr Regionen und häufiger Tropennächte geben: im Hochemissionsszenario kurzfristig bis zu 3 mehr, langfristig 5 bis 16. Die Zahl der Frosttage und Eistage wird zurückgehen. Hitzewellen sollen häufiger werden und stärker ausfallen. Langfristig wird für den Sommer mit einer kaum veränderten Niederschlagsmenge (Niedrigemissionsszenario) oder einer leichten Abnahme (Hochemissionsszenario) gerechnet. In den anderen Jahreszeiten ist eher mit einer Zunahme zu rechnen; die Spannbreite der Projektionen ist aber groß: im Hochemissionsszenario beträgt sie: +3 % bis +22 % im Frühling, −3 % bis +7 % im Herbst und + 7 % bis + 33 % im Winter. Besonders für den Sommer ist langfristig mit einer deutlichen Zunahme der Trockentage zu rechnen.
Einzelne Studien deuten darauf hin, dass auch mit dem Auftreten strenger Kälteeinbrüche zu rechnen ist, wie es beispielsweise die Kältewelle in Europa 2012 einer war. Mehrere Forscher identifizierten unabhängig voneinander Mechanismen, die die Wahrscheinlichkeit strenger Winter stark erhöhen.

### Extremwetterereignisse
Die Wissenschaftliche Dienste des Deutschen Bundestags schrieben 2016, dass Naturkatastrophen und Extremwetterereignisse in Deutschland sich häufen. Überschwemmungen, Stürme, Hagel, Hitze und Dürre würden häufiger auftreten.
Laut Deutschem Wetterdienst und Extremwetterkongress Hamburg gibt es in Deutschland als Folge der globalen Erwärmung erhebliche Änderungen bei Extremwetterereignissen, mit gravierenden Folgen. Durch die steigenden Temperaturen in Deutschland kommt es regional viel häufiger zu Hitzewellen. Es treten langanhaltende Phasen mit Tageshöchsttemperaturen von mehr als 30 °C in Regionen auf, wo bislang keine Beobachtungen solcher Ereignisse bekannt waren. 
Im Jahr 2015 ereignete sich eine Hitzewelle, die teilweise mit historischen Rekordtemperaturen einherging. In Hamburg gab es beispielsweise im Jahr 2020 erstmals eine ununterbrochene Folge von acht heißen Tagen. Im vorangegangenen Winter gab es dort keinen Eistag, an dem die Temperaturen den ganzen Tag lang unter 0 °C blieben. Die Wahrscheinlichkeit für kalte Winter, kühle Sommer und Spätfröste nahm ab.
In den Sommermonaten sind Trockenphasen häufiger geworden. Die Sommer 2018 (Dürre und Hitze in Europa 2018) und 2019 (Hitzewellen in Europa 2019) waren wahrscheinlich die trockensten zwei aufeinanderfolgenden Sommer seit 250 Jahren. 
Über die Entwicklung von Starkregenereignissen ließen sich 2016 noch keine eindeutigen Aussagen treffen. Die Intensität von Starkniederschlägen hat sich im Verlauf der letzten 65 Jahre – bezogen auf das Jahr 2015 – in den Wintermonaten um 25 % erhöht, und es wurde erwartet, dass es einen weiteren Anstieg in dieser Größenordnung bis zum Jahr 2100 geben wird. Trogwetterlagen treten zwei- bis dreimal häufiger auf als zu Beginn des 20. Jahrhunderts. Diese Großwetterlagen bringen größere Hochwassergefahr mit sich.
Die mittlere Zahl schwerer Stürme über dem Nordatlantik lag 2012 doppelt so hoch wie 1986, im Binnenland hingegen könnte die Zahl der Sturmtage zurückgegangen sein. Die zunehmende Zahl beobachteter Tornados ist vor allem auch auf verbesserte Beobachtungsmöglichkeiten zurückzuführen, zum Beispiel die Verbreitung von Handykameras; ein eindeutiger Zusammenhang mit den gegenwärtigen Klimaveränderungen lässt sich daher noch nicht herstellen.

### Ursachen
Vor allem durch das Verbrennen fossiler Energieträger (wie Kohle und Erdöl) sowie großflächige Entwaldung wird Kohlendioxid in der Atmosphäre angereichert. Andere Klimagase wie Methan und Distickstoffmonoxid, die sich ebenfalls in der Atmosphäre anreichern, haben ihre Quellen u. a. in der Land- und Viehwirtschaft. Sie verstärken den natürlichen Treibhauseffekt der Atmosphäre und sind hauptverantwortlich für die globale Erwärmung. Landflächen erwärmen sich rascher als Meeresflächen, die Erwärmung ist daher in Deutschland deutlich stärker als im globalen Mittel.
Ein Teil der Erwärmung seit 1980 geht auf eine Reduzierung der Luftverschmutzung zurück. Die Bildung von Schwefeldioxid als Nebenprodukt der Verbrennung organischer Materialien (ca. 1 % Schwefel in fossilen Energieträgern wie Holz, Torf, Braunkohle, Steinkohle, Erdöl, u. ä.) wurde durch das Helsinki-Protokoll von 1985 europaweit limitiert und ab Ende 1987 durchgesetzt. Schwefeldioxid ist nicht nur verantwortlich für sauren Regen, sondern auch für eine vermehrte Wolkenbildung, die wiederum die Sonnenlichtdurchlässigkeit der Atmosphäre reduziert. Schwefeldioxid aus Kraftwerken wird heute in REA-Gips gebunden als Baustoff verwendet.
Größere Schwefeldioxid-Mengen aus Vulkaneruptionen in Island können Deutschland wegen der großen Entfernung nicht erreichen. Daneben wurden ab 1990 die industriellen Feinstaubemissionen drastisch reduziert. Ab 1990 wurden auch in Ostdeutschland alle Feuerungsanlagen diesem Standard gemäß angepasst.

## Meere und Binnengewässer
Die deutschen Binnenseen sowie Nord- und Ostsee erwärmen sich. In der Deutschen Bucht haben sich die Meeresoberflächentemperaturen zwischen 1969 und 2017 um 1,3 °C erhöht, vor der Ostseeküste stiegen sie seit 1982 um etwa 1,6 °C.

### Meeresspiegelanstieg

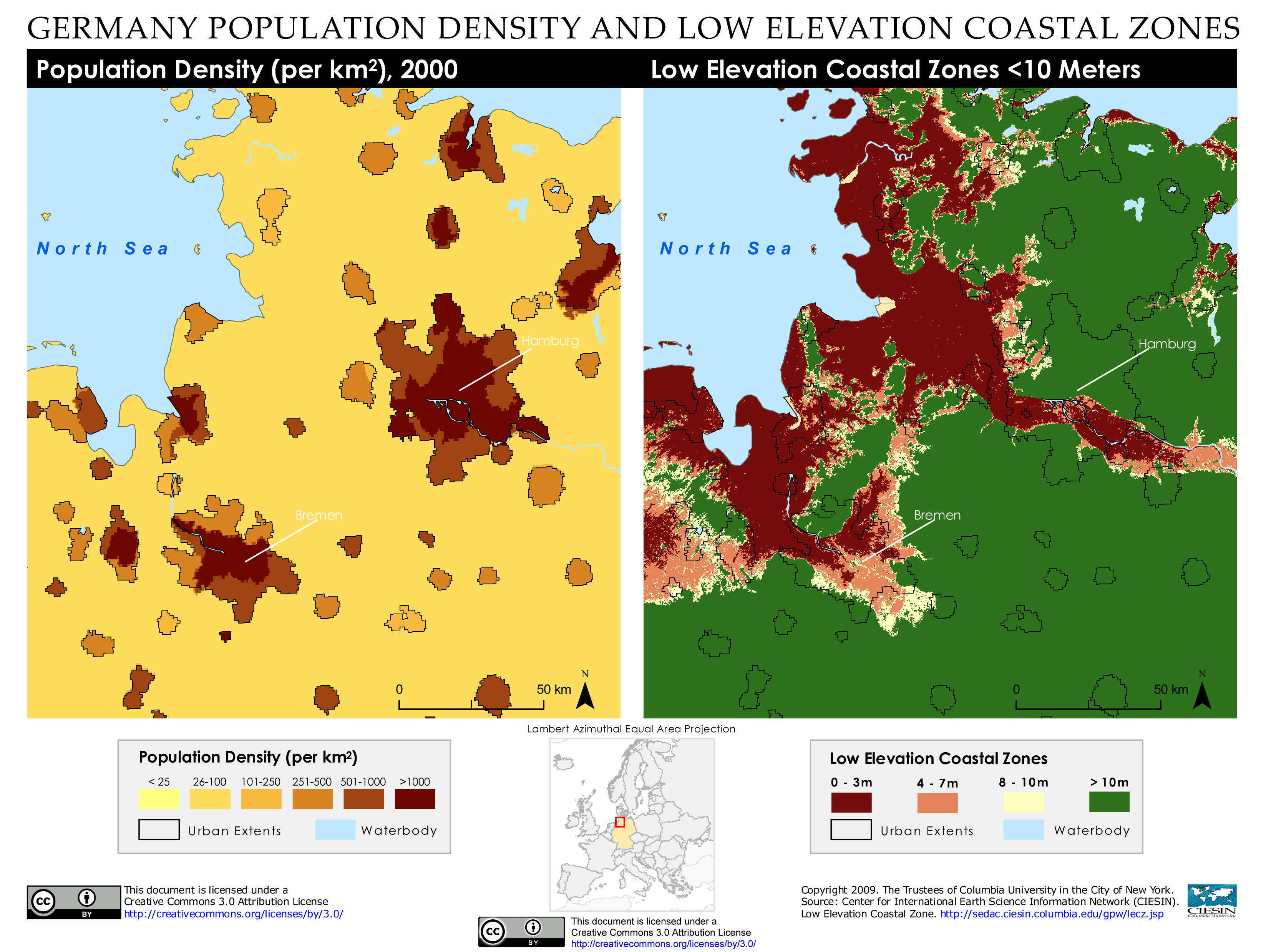
Bevölkerungsdichte und Höhe über dem Meeresspiegel rund um die deutsche Nordsee. Hamburg und Bremen sind besonders anfällig für den Anstieg des Meeresspiegels

Der Meeresspiegel an den deutschen Küsten ist in den letzten 100 Jahren um 10 bis 20 cm gestiegen. An der Nordseeküste ist ein weiterer jährlicher Anstieg um etwa 1,7 mm zu verzeichnen. Sowohl in der Nord- als auch in der Ostsee wird ein weiterer Anstieg erwartet, der in etwa so hoch ausfällt wie der mittlere globale Anstieg. Der Anstieg beschleunigt sich. Die Gefahr von Sturmfluten wächst. Projektionen, die gegenwärtige Entwicklungen fortschreiben, zeigen bis 2100 erhebliche Überflutungsrisiken für Teile der Innenstädte von Hamburg, Bremen und Bremerhaven, sowie die Friesischen Inseln, Fischland-Darß-Zingst, Rügen und das Festland um Usedom. Inwieweit ihnen mit Küstenschutz begegnet werden kann, ist weiterhin unklar.
Mit dem Meeresspiegelanstieg in der Nordsee nehmen die Gezeitenströmungen zu, besonders bei Flut. Der dadurch verstärkte Sedimenttransport von der offenen See in das Wattenmeer kann letzteres anwachsen lassen, solange der Meeresspiegel nicht zu schnell steigt. Andernfalls droht die Wassertiefe schneller zuzunehmen als die Sedimentschicht, die Fläche des Watts würde abnehmen.

### Hochwasser
Mit häufigeren Trogwetterlagen steigt die Hochwassergefahr. In Norddeutschland hat sich der Eintritt von Hochwassereignissen an Flüssen verzögert, weil Winterstürme dort tendenziell später auftreten.

## Kryosphäre
Die Höhe der Null-Grad-Isotherme – der Höhe, die im Jahresdurchschnitt eine Temperatur von 0 °C aufweist – steigt. Die Erwärmung in den deutschen Hochgebirgsregionen führt zum Tauen des Permafrostes. Damit geht eine Destabilisierung von Felswänden und Hängen und steigende Gefahr von Murgängen und Felsstürzen einher. In den Gebirgen wird wahrscheinlich mehr Niederschlag in Form von Regen statt Schnee fallen und die Schneegrenze steigen. Extremereignisse in Kombination mit raschen Wetteränderungen könnten über kurze Zeiträume zu erhöhter Schneelawinenaktivität führen, über den gesamten Winter gesehen könnte sie abnehmen.
Die deutschen Gletscher verlieren Masse und ziehen sich zurück. Um 1800 gab es in Deutschland noch geschätzte 400 Hektar vergletscherte Fläche. Im Jahr 2010 waren etwa 70 Hektar übrig, 2017 waren es knapp 45 Hektar. Nachdem der Südliche Schneeferner im Jahr 2022 seinen Status als Gletscher verlor, werden mit dem Nördlichen Schneeferner, dem Watzmanngletscher, dem Höllentalferner und dem Blaueis noch vier verbliebene Eisfelder in den deutschen Alpen als Gletscher geführt. Sie sind in ihrem Bestand stark gefährdet und werden voraussichtlich bis Ende des Jahrhunderts vollständig abgeschmolzen sein.

## Ökologische Folgen

### Insekten und Pflanzen

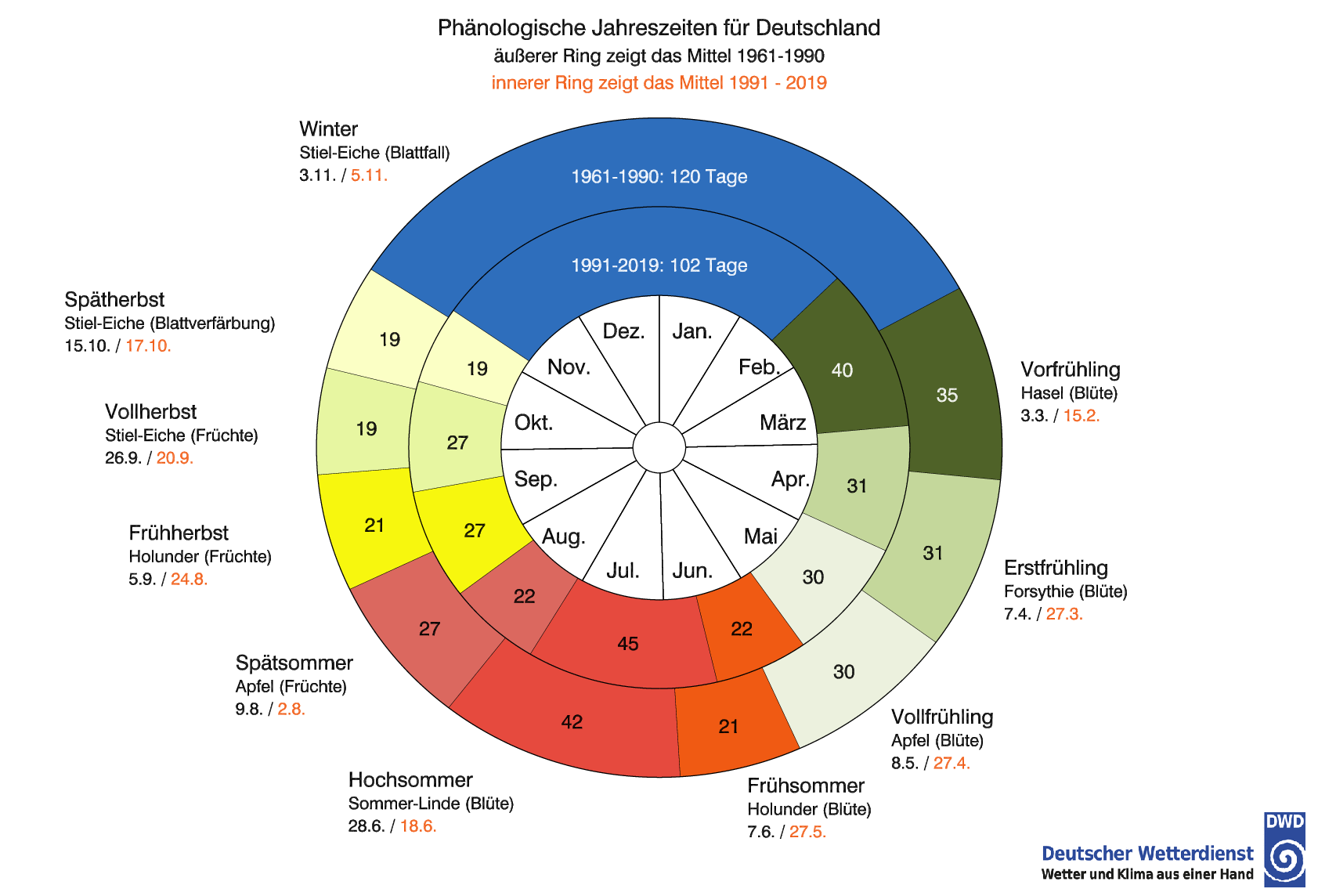
Die Eintrittstermine der Pflanzenwachstumsphasen, hier dargestellt als phänologische Jahreszeiten, zeigen in Deutschland eine deutliche Veränderung in den zurückliegenden Jahrzehnten (Vergleich der Zeiträume 1961–1990 und 1991–2019)

Die Lebensräume von Pflanzen- und Tierarten verschieben sich im Zuge der Klimaveränderungen. Es kommt zu einer Reorganisation der Artengruppen. Beispielsweise ziehen sich Insekten in höhere Regionen zurück, Pflanzen blühen früher und es finden evolutionäre Anpassungsprozesse statt. Manche Baumarten wie die Fichte zeigen sich dem Temperaturanstieg gegenüber besonders anfällig.
Eine Folge der Klimaerwärmung ist die Ausbreitung von Neobiota aus wärmeren Erdregionen wie zum Beispiel des tropischen Geisterfischchens, das 2017 in Chemnitz und damit erstmals in Europa nachgewiesen wurde.
Einige für die Ausbreitung von Krankheiten relevante Vektoren können sich in Deutschland ausbreiten (→ #Gesundheit). Dazu zählt die sich in Deutschland zunehmend ausbreitende Asiatische Tigermücke. Befürchtet wird auch eine Ausbreitung der tropischen Zecke Hyalomma marginatum nach Deutschland, nachdem es Hinweise darauf gibt, dass Exemplare dieser Art von 2018 auf 2019 in Deutschland überwinterten. Im eurasischen Raum gelten diese Zecken als Überträger des auch für den Menschen gefährlichen Krim-Kongo-Virus. Dass mit der Hyalomma-Zecke auch das Krim-Kongo-Fieber eingeschleppt würde, ist jedoch äußerst unwahrscheinlich. Die Zecken tragen den Erreger nicht automatisch in sich. Sie müssten zunächst in einem Juvenilstadium ein mit dem Krim-Kongo-Erreger infiziertes Tier stechen. Erst dann könnte das nächste Entwicklungsstadium der Zecke die Krankheit übertragen. Auch dass sich die subtropische Riesenzecke in unseren Gefilden explosionsartig vermehrt, ist ausgeschlossen, denn bei dieser Zeckenart gibt es nur einen Vermehrungszyklus pro Jahr.

## Gesellschaftliche und wirtschaftliche Folgen
Die Folgen des Klimawandels wirken sich in vielen Bereichen aus. Im Rahmen des durch das Umweltbundesamt (KomPass) geleiteten Forschungsvorhabens „Netzwerk Vulnerabilität“ wurde zwischen 2011 und 2015 eine deutschlandweite Vulnerabilitätsanalyse erarbeitet. Der Schlussbericht wurde der Öffentlichkeit am 24. November 2015 vorgestellt. In der Deutschen Anpassungsstrategie an den Klimawandel werden die Klimafolgen für fünfzehn Handlungsfelder dargestellt und mögliche Handlungsoptionen identifiziert. Zu den Handlungsfeldern gehören: menschliche Gesundheit, Bauwesen, Wasser, Boden, biologische Vielfalt, Landwirtschaft, Forst- und Waldwirtschaft, Fischerei, Energiewirtschaft, Finanzwirtschaft, Verkehr, Industrie und Gewerbe sowie Tourismus.
Der Münchener Rückversicherungs-Gesellschaft zufolge stiegen von 1980 bis 2016 die Schäden durch Schwergewitter – auch nach Bereinigung von Inflation und gestiegener Vermögen – deutlich. Extremwetterereignisse können Infrastrukturbauten wie Straßen oder Gebäude beschädigen. Auch wenn einige Folgen der Klimaveränderungen als positiv angesehen werden – milde Winter verringern beispielsweise den Bedarf an Heizenergie oder begünstigen den Anbau bestimmter Agrarpflanzen –,  gilt dennoch, dass die negativen Effekte die wenigen positiven Effekte deutlich übersteigen.
Das Beratungsunternehmen Deloitte schätzte 2021 die Kosten für deutsche Unternehmen durch regionale Klimafolgen auf 730 Milliarden Euro bis 2070. Eine 2023 durch IÖW, die Gesellschaft für Wirtschaftliche Strukturforschung (GWS) und Prognos durchgeführte Studie des Bundesministerium für Wirtschaft und Klimaschutz (BMWK) geht bis 2050 einem möglichen volkswirtschaftlichen Gesamtschaden zwischen 280 und 900 Milliarden Euro aus, wobei die Kosten indirekter Effekte wie Lieferkettenunterbrechungen durch Schadens- und Todesfälle, die Beeinträchtigung von Ökosystemen und Versorgungswegen wie Wasserstraßen sowie politische Instabilität nicht quantifiziert wurden.
Durch die Verkleinerung der globalen Klimanische und verbundenen Klimamigration könnten in Deutschland um die 67 Millionen zusätzliche Menschen Schutz suchen, die andernorts keine besseren Lebensbedingungen auffinden würden.

### Gesundheit
Der Klimawandel hat zum Beispiel durch zunehmende Hitze Auswirkungen auf die Gesundheit von Menschen. Hitzestress setzt besonders Älteren, Kranken und Kindern zu. Biometeorologisch relevante Wettereinflüsse werden sich wahrscheinlich stark ändern. Laut einer Studie des Umweltbundesamtes, die einen gemäßigten Anstieg der Treibhausgaskonzentrationen bis 2100 annahm, wird sich die Belastung durch hohe Temperaturen bis Ende des 21. Jh. mehr als verdoppeln, die durch niedrigere Temperaturen eher abnehmen. Es wird wesentlich mehr, längere und intensivere Hitzewellen – häufig begleitet von hoher Luftfeuchtigkeit – und stärkere Temperaturschwankungen geben. Die Untersuchung ergab, dass generell die Mortalität in einem Temperaturbereich von etwa 14 °C bis 17 °C am geringsten ist. Es ist sehr wahrscheinlich, dass die Mortalität – ausgehend von einem niedrigen absoluten Niveau – durch häufiger auftretende höhere Temperaturen prozentual sehr deutlich ansteigt. Welchen Effekt das seltenere Auftreten niedriger Temperaturen hat, ist unsicher. Ohne Bereinigung des Jahresgangs ergibt sich beim moderaten Szenario insgesamt eine Abnahme der Mortalität. Bei Bereinigung des Jahresgangs überwiegt der Anstieg der wärmebedingten Sterblichkeit stark. Die Studie kommt zu dem Schluss, dass insgesamt mit einer erhöhten biotropen Belastung für die Mehrheit der Bevölkerung zu rechnen ist. Die stärkste Zunahme wird für Süddeutschland erwartet. Darüber hinaus kann es zu zustandsverschärfenden psychologischen Belastungserscheinungen wie „Klimaangst“ kommen.

### Land- und Forstwirtschaft
Die zunehmend frühere Blüte von Obstbäumen lässt das Risiko von Schäden durch Spätfröste steigen. Bei ausbleibendem Frost hingegen fehlt bei manchen Feldfrüchten, wie zum Beispiel Winterweizen, der Kältereiz, der sie in ihre generative Phase kommen lässt (→ Vernalisation). Trockenstress führt zu Ernteeinbußen. Die Dürre 2018 ließ die Getreideerträge durchschnittlich um 18 % sinken; in einigen Regionen um deutlich mehr als 25 %.
Dürre setzt auch Bäumen zu. In den Dürrejahren 2018 und 2019 starben großflächig Baumbestände in Deutschland ab. Schädlinge konnten sich beschleunigt entwickeln. Das Risiko von Waldbränden nimmt zu, die Zahl der Tage mit einer hohen Waldbrandwarnstufe stieg von jährlich 27 (im Mittel der Jahre 1961–1990) auf 38 (1991–2019).

### Energiesektor
Während der Dürreperiode 2018–2019 mussten wegen sinkender Wasserstände und hoher Wassertemperaturen an Rhein und Elbe Kohle- und Kernkraftwerke gedrosselt werden, weil es an Kühlwasser mangelte. Wegen Engpässen bei der Treibstoffversorgung, die normalerweise über die Flüsse erfolgt, stiegen 2018 die Benzinpreise so, dass die Bundesregierung einen Teil der strategischen Energiereserve freigab.
Die Auswirkungen der Klimaveränderungen auf Solarenergie- und Windkraftanlagen sind voraussichtlich gering. Jedoch lassen sich bereits heute Verschiebungen im Verhältnis von Heiz- und Kühlgradtagen erkennen. Durch den Anstieg von Hitzeperioden befürchten Energieforscher bei gegenwärtigen Kühlweisen Überlastungen des Stromnetzes und ein steigendes Risiko für Blackouts.

## Baden-Württemberg
Im Auftrag der baden-württembergischen Landesregierung wurden seit Ende der 1990er Jahre mehrere Studien zu den regionalen Folgen der globalen Erwärmung durchgeführt.

### Bisherige Erwärmung
Die Jahresdurchschnittstemperatur in Baden-Württemberg stieg im Zeitraum 1906–2005 um 1,0 °C an (weltweit 0,7 °C), von durchschnittlich 8 °C auf 9 °C. Der größte Anstieg erfolgte dabei in den letzten 30 Jahren. Die Anzahl der Höchstniederschläge im Winter und die Zahl der Hochwasserereignisse haben in diesem Zeitraum um 35 % zugenommen, die Anzahl der Tage mit Schneedecke in tiefer gelegenen Regionen haben um 30–40 % abgenommen. Die Sommer sind tendenziell trockener geworden. Von 1953 bis 2009 nahm die Anzahl der Eistage (Höchsttemperatur unter 0 °C) in Stuttgart von 25 auf 15 ab, die Anzahl der Sommertage (Höchsttemperatur mindestens 25 °C) dagegen erhöhte sich von 25 auf 45. Die Wahrscheinlichkeit einer ausgeprägt trockenen Vegetationsperiode im Sommer hat sich seit 1985 versechsfacht.

### Insekten und Pflanzen in Baden-Württemberg
Zudem wird eine Zunahme von Insekten (Sandmücken, Zecken) verzeichnet, welche Krankheitserreger verbreiten. Auch die Beifuß-Ambrosie, eine Allergie auslösende Pflanze, breitet sich zunehmend aus. Bei Fichten und Buchen, den häufigsten Baumarten in Baden-Württemberg, hat der Blatt- und Nadelverlust seit 2001 deutlich zugenommen.

### Prognose
In der von der Landesregierung im Jahr 2012 herausgegebenen Prognose wird bis 2050 für Baden-Württemberg ein weiterer Anstieg der Durchschnittstemperatur um 0,8 bis 1,7 °C sowie eine Verdoppelung der Hitzetage (Höchsttemperatur mindestens 30 °C) vorhergesagt. Frost- und Eistage werden dagegen deutlich zurückgehen. Dabei ist von regionalen Unterschieden auszugehen. Betroffen sei insbesondere die Rheinebene (voraussichtlicher Anstieg der Sommertage in Karlsruhe von derzeit 60 auf 80 Tage/Jahr). In den tieferen und damit wärmeren Lagen Baden-Württembergs (0–400 Höhenmeter) ist im Mittel mit jährlich 2,4 bis 3,6 zusätzlichen Hitzetoten pro 100.000 Einwohnern zu rechnen. Zudem wird ein weiterer Anstieg der winterlichen Niederschläge um etwa 35 % prognostiziert, was mit einer erhöhten Hochwassergefahr im Winter einhergehen würde. Ein Jahrhunderthochwasser am Neckar könnte etwa 15 % mehr Wasser führen als bisher. Auch die Zahl heftiger Gewitter wird voraussichtlich zunehmen, was sich auch auf die Hochwassergefahr kleinerer Bäche und Flüsse auswirken würde. Die Sommer werden zukünftig wahrscheinlich um bis zu 10 % trockener ausfallen, Trockenperioden werden häufiger auftreten und länger dauern. Dies hat Auswirkungen auf Landwirtschaft, Energiewirtschaft und Binnenschifffahrt. Erwartet werden auch zeitlich und örtlich begrenzte Engpässe in der Wasserversorgung. Zu erwarten sei auch ein sinkender Humusgehalt im Boden, mehr Erosion bei Starkregen sowie hierdurch bedingter Eintrag von Nähr- und Schadstoffen in Gewässer und andere Ökosysteme. Für den Bodensee sei infolge der milderen Winter zu befürchten, dass durch die mangelnde Abkühlung der Sauerstoffeintrag in das Tiefenwasser behindert wird, was sich auf die dort lebenden Organismen und die Rücklösung von Nährstoffen aus dem Sediment auswirke. Mit steigendem CO2-Gehalt in der Luft erhöhe sich zwar die Photosyntheseleistung einiger Kulturpflanzen. Freilandexperimente zeigten jedoch, dass zwar der Ertrag verbessert wird, die Qualität (z. B. von Weizen) jedoch aufgrund geringerer Proteingehalte sinkt. Der Maisanbau würde aufgrund der höheren Temperaturen voraussichtlich profitieren, sofern die Wasserversorgung ausreichend ist. Der Ertrag an Winterweizen werde dagegen entsprechend den Berechnungen um 14 % sinken. Auch sei mit erhöhtem Befall von Schadinsekten und Pflanzenkrankheiten (v. a. bei Obst und Wein) zu rechnen. Wie unter anderem die Hitzewelle 2003 gezeigt hat, reagieren Buchen und vor allem Fichten empfindlich auf anhaltende Hitze und Trockenheit. Die einheimischen Baumarten werden sich daher voraussichtlich an eine Erwärmung der Erdatmosphäre um mehr als 3 °C nicht mehr anpassen können.

## Regionale Klimakompetenz-Zentren
Die Helmholtz-Gemeinschaft, Deutschlands größte Wissenschaftsorganisation, hat im Bundesgebiet vier regionale Klimabüros eingerichtet. Diese dienen als Informationsquelle für Entscheidungsträger aus Wirtschaft, Politik und Gesellschaft zu Fragen regionaler Auswirkungen des Klimawandels. Die Klimabüros greifen dabei auf die wissenschaftliche Expertise des jeweiligen Helmholtz-Zentrums zurück, an das sie angegliedert sind.
- Norddeutsches Klimabüro[54] am Helmholtz-Zentrum Geesthacht

Themen: Stürme, Sturmfluten, Seegang, Energie- und Wasserkreislauf in Norddeutschland
- Klimabüro für Polargebiete und Meeresspiegelanstieg[55] am Alfred-Wegener-Institut

Themen: Klimarelevante Fragestellungen der Polar- und Meeresforschung
- Mitteldeutsches Klimabüro[56] am Helmholtz-Zentrum für Umweltforschung

Themen: Klimafolgenforschung in Bezug auf Umwelt, Landnutzung, Gesellschaft
- Süddeutsches Klimabüro[57] am Karlsruher Institut für Technologie

Themen: regionale Klimasimulationen, Extremereignisse (Stürme, Hagel, Starkniederschläge)
Darüber hinaus wurde 2006 das Kompetenzzentrum Klimafolgen und Anpassung (KomPass) im Umweltbundesamt eingerichtet. Hauptaufgabe von KomPass ist es, die Umsetzung der Deutschen Anpassungsstrategie zu fördern und deren Weiterentwicklung zu begleiten.
Der Deutsche Wetterdienst betreibt Regionale Klimabüros in Hamburg, Potsdam, Essen, Freiburg, München und Offenbach.